# Staatskalender des Kantons Bern

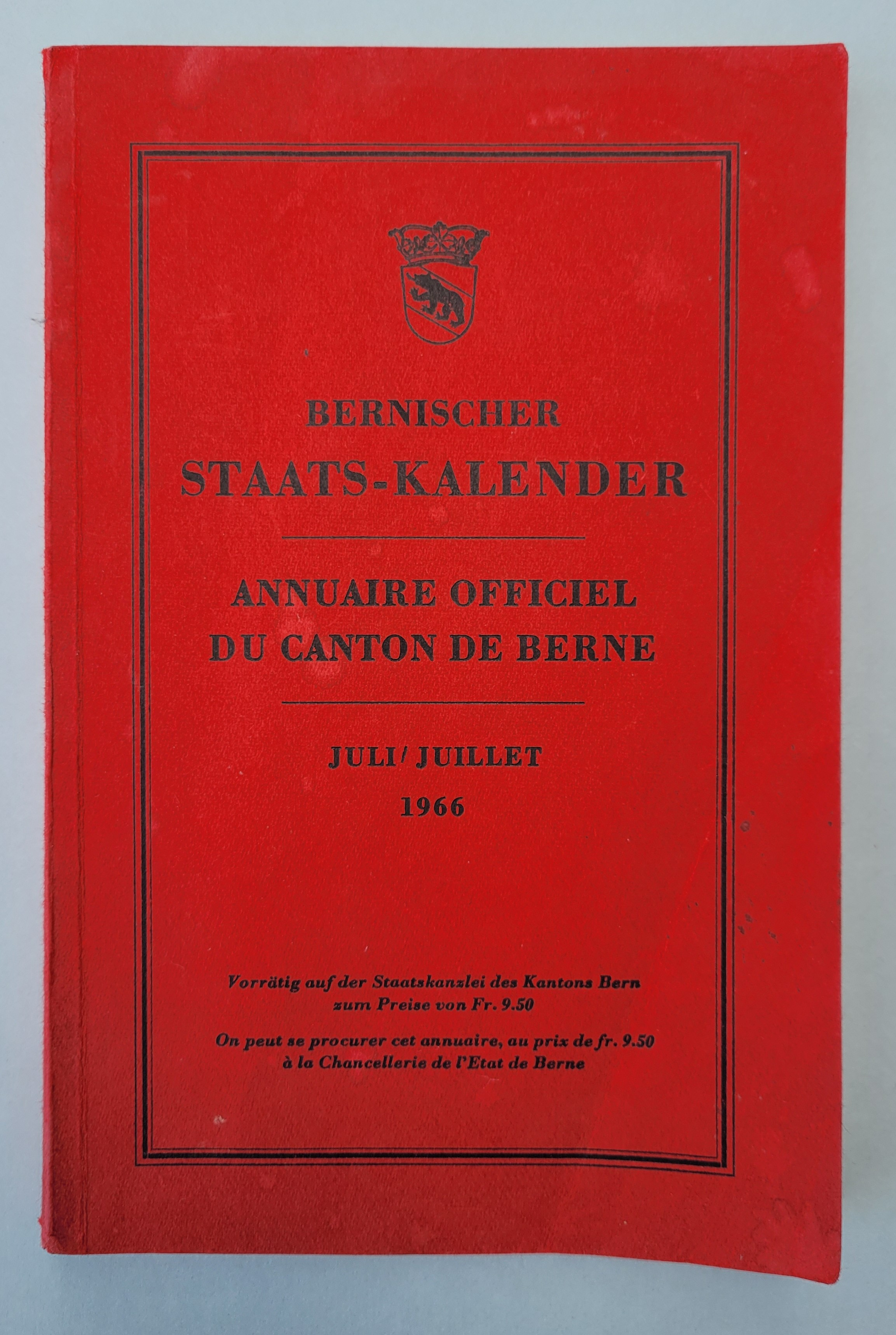
Bernischer Staatskalender, Ausgabe 1966

Der Staatskalender des Kantons Bern (frz. Annuaire officiel du canton de Berne) ist das Behördenverzeichnis des Kantons Bern.

## Geschichte
Der Staatskalender des Kantons Bern erschien von 1838 bis 1846 unter dem Titel Bernerischer Staatskalender und von 1847 bis 1973 unter dem Titel Bernischer Staatskalender. Ihren Ursprung haben die Staatskalender in den Schreibkalendern, die in der Frühen Neuzeit aufgekommen sind. In Bern ist der früheste belegte Schreibkalender der in der Oberen Druckerei bei Jacob Anthon Vulpius 1694 gedruckte Taschenkalender im Duodezformat mit dem Titel Alter und neuer Schreib-Kalender. Spätestens ab 1708 enthielt dieser Kalender eine Liste der Mitglieder des Grossen Rats. 1715 erschien unabhängig vom Kalender ein Verzeichnis unter dem Titel Meine Gnädige Herren Räht und Burger Hoch-Loblicher Stadt und Stand Bern Sambt Dero Bedienten [...], ohne Angabe der Druckerei oder eines Verlags. 1716 bis 1727 druckte die Obrigkeitliche Druckerei ein Neues Regiment-Büchlein Oder Verzeichnis der Vorgesetzen im Weltlichen und Geistlichen Stand Loblicher Statt Bern [...]. 1719 druckte Samuel Küpfer (1687–1765), Konkurrent der Obrigkeitlichen Druckerei, den Titel ebenfalls. Im Jahr 1729 produzierte Emanuel Hortin unter dem Titel Vollkommnes Staats-Register oder Verzeichnus aller Hohen Standes-Gliedern Hoch-Loblicher Stadt Bern zudem ein dem Regimentsbüchlein ähnliches Verzeichnis. Die Jahrgänge 1735 bis 1798 erschienen dann kontinuierlich und ausschliesslich in der Oberen Druckerei, mit variierenden Titeln (Neues Regiments-Büchlein [...] (1716 bis 1746), Regiment-Büchlein [...], Regimentbüchlein [...] (1763 bis 1764), Erneuertes Regimentbuch [...] (1765 bis 1797)). Die letzte Ausgabe der Stadt und Republik Bern erschien auf Ostern 1797, für das Jahr 1798 erschien der Titel Bernerisches Regimentbüchlein. Oder: Verzeichnis sämtlicher in der Hauptstadt der helvetischen Republik sich aufhaltenden Regierungsglieder [...]. Für die Jahre 1799, 1801 und 1802 sind ebenfalls Behörden- und Verwaltungsverzeichnisse belegt, 1804 erschien das Regimentbuch über des Löblichen Kantons Bern weltliche und geistliche Verfassung, von 1805 bis 1817 der Titel Erneuertes Regimentbüchlein [...], von 1818 bis 1830 hiess es Erneuertes Regimentbuch [...] und von 1831 bis 1837 Regimentsbuch der Republik Bern [...], ab 1838 wurde der Begriff Staatskalender verwendet.
Der bernische Staatskalender konnte bei der bernischen Staatskanzlei bezogen werden, heute ist jeweils die aktuelle Ausgabe in der Webpräsenz des Kantons Bern als Download verfügbar.
Die Universitätsbibliothek Bern digitalisierte den bernischen Staatskalender (Jahrgänge bis 2017) und veröffentlichte diesen als Digitalisat auf E-Periodica. Im Sommer 2023 belegte die Universität Bern den Titel mit dem Hinweis «Aus rechtlichen Gründen kann auf E-Periodica nicht die gesamte Reihe zur Verfügung gestellt werden» mit einer Sperrfrist von 110 Jahren. Seit 2025 können die Jahrgänge 1914 bis 2023 auf der Internetseite der Staatskanzlei eingesehen werden. Voraussetzung ist eine BElogin-Registrierung (AGOV). In Bibliotheken und Archiven kann die gedruckte Ausgabe des Staatskalenders uneingeschränkt eingesehen werden.